# Campionati europei di triathlon del 1986
I Campionati europei di triathlon del 1986 si sono tenuti a Milton Keynes, Regno Unito in data 22 giugno 1986.
Tra gli uomini ha vinto per la seconda volta consecutiva l'olandese Rob Barel, mentre la gara femminile è andata alla belga Lieve Paulus.

## Risultati

### Élite uomini
| Pos. | Nome          | Paese       | Totale  |
| ---- | ------------- | ----------- | ------- |
|      | Rob Barel     | Paesi Bassi | 1:59:50 |
|      | Jurgen Zack   | Germania    | 2:00:10 |
|      | Jörg Hoffmann | Germania    | 2:00:40 |

### Élite donne
| Pos. | Nome            | Paese         | Totale  |
| ---- | --------------- | ------------- | ------- |
|      | Lieve Paulus    | Belgio        | 2:17:10 |
|      | Sarah Springman | Gran Bretagna | 2:18:40 |
|      | Sarah Coope     | Gran Bretagna | 2:21:50 |